# Peugeot 404
Peugeot 404 je automobil střední třídy, který v letech 1960 až 1975 vyráběla francouzská automobilka Peugeot. V Keni se vyráběl až do roku 1991. Jeho předchůdcem byl Peugeot 403 a jeho nástupcem Peugeot 504. Design vozu vytvořil Pininfarina.
Vyráběl se jako sedan, kombi, kupé, kabriolet a pick-up. Měl motor vpředu a pohon zadních kol. Motor byl bud 1,6 benzínový nebo 1,9 diesel.

## Závodní verze
Tento vůz zvítězil na Safari rallye v letech 1963, 1966, 1967 a 1968. Vítězství vybojovali Nick Nowicki a Bert Shankland. Upravy na vozech prováděl keňský importér Marshalls. Vozy měly ochranné spodní ližiny, sportovní podvozky Bilstein a přídavné palivové nádrže. Brzdy měly účinnější posilovač. Šnekový diferenciál, který byl shodný se sériovým, měl podobné vlastnosti jako diferenciál s omezením svornosti.